# ITV News at Ten
『ITV News at Ten』（またはより一般的には『News at Ten』）は、イギリス・ITNが制作し、1967年7月にニュース編集長のジェフリー・コックスによって設立された、テレビネットワークITVの旗艦夜間ニュース番組。イギリス初の恒久的な30分間のニュース放送であり、当初は長さが視聴者を離してしまうのではないかという懸念から13週間のみの予定だったが、視聴者に非常に人気があり、ITVのスケジュールに定着した。
綿密で分析的なニュース報道とポピュリズム的な記事の見事な組み合わせと、オープニングシーケンスでニュースのヘッドラインを区切るためにビッグ・ベンの鐘の音を使用したことで人気を博した。同時に、アラステア・バーネット、アンドリュー・ガードナー、レジナルド・ボサンケット、サンディ・ゴール、アンナ・フォード、ジョン・スーシェ、マーク・オースティン、アラステア・スチュワート、トレバー・マクドナルドなどのニュースキャスターを有名なテレビパーソナリティに広めるのにも役立った。
1999年にプライムタイムのエンターテインメント番組を中断することなく放送するために打ち切られた際、国民の反発が起きた。ITVは2001年に渋々『ITV News at Ten』という名前で復活させ、週に最低3日22:00に放送したが、最終的には2004年に『ITV News at 10.30』に置き換えた。『News at Ten』がITVの番組に復活したのは2008年1月になってからだった。2015年からトム・ブラッドビーがアンカーを務めている。
1980年代には、番組にちなんだボードゲームも発売されている。

## 歴史

### 1967年から1999年：第一期の放送
ITNは、1955年9月のITV開局以来、同チャンネルのニュースプロバイダーだった。ITNからのニュース更新は最長14分間の長さで放送される傾向があり、固定された放送時間はなかった。ITN編集長のジェフリー・コックスは、1956年に着任して以来、独立テレビジョン公社に対し、主要なニュース記事をより詳しく取り上げ、分析するために、ITNは少なくとも1つの相当な長さのニュース放送を提供すべきであると一貫して主張していた。ITVは、そのような長さのニュース番組はプライムタイムのエンターテインメントスケジュールを侵食し、視聴者をチャンネルから遠ざけると主張して、30分間の夜間のニュース放送という考えに反対したが、ITAは1967年にコックスの願いを認めた。ITVは、提案されたニュース放送（月曜日から金曜日、22:00固定の番組）の成功をテストするために13週間の試行放送を行うことに渋々同意した。
『News at Ten』はコックス編集の下、1967年7月3日に放送を開始したが、コックスは新番組の目的を「ねじれを取り除き、事実とニュースをありのままに伝えること」と規定した。ITVの立場は早い段階で確認されたようだった。番組は夏中頃、ニュースの少ない週に開始されたため、最初の数回は取り上げるニュースが殆どなかった。しかし、アーガイル・アンド・サザーランド・ハイランダーズがクレーターに再突入するというITN記者アラン・ハートの「アクションストーリー」が当時前例のない5分間にわたって放送された後、運命はすぐに逆転した。一連の同様の詳細な報道により、最終的に『News at Ten』は毎晩700万人の定期視聴者を獲得し、ITVは番組の維持を余儀なくされた。1969年までに、イギリスで初めてその週に最も視聴された番組トップ20に入ったニュース放送となった。
新しい30分番組の登場により、ITNはイギリスのテレビで初めて深刻なニュースをより深く詳細に扱うことができるようになり、視聴者を惹きつけるであろうポピュリズム的な記事や問題の報道も可能になった。当時は標準的ではなかったが、現在ではテレビニュースの定番となっているリポーターパッケージと、単独のプレゼンターの代わりに交代で記事を読む2人のニュースキャスターのチームを導入することで、これらのコンセプトに基づいて構築された。2人チームは、テレビニュースに個性を注入するだけでなく、視界に入っていないニュースキャスターに最新ニュースを渡すことも可能にする。第一期のニュース放送チームには、アラステア・バーネット、アンドリュー・ガードナー、レジナルド・ボサンケット、ジョージ・フィッチ、レナード・パーキンが含まれていた。他にも、オープニングシーケンスで読まれるニュースのヘッドラインを区切るためにビッグ・ベンの鐘の音（または「ゴーン」という音）を使用すること、30分間のハードなニュース報道の後に、視聴者を「高揚感」で寝かせるように設計された、風変わりで、しばしばユーモラスな最後の部分である「… And Finally」リポートといったいくつかの特徴的な機能を採用しており、視聴者に人気があった。
国際的なニュース記事を幅広く取り上げることで確固たる評判を築いた。1965年にベトナム戦争の勃発を取材した最初のITNジャーナリストである外国特派員のサンディ・ゴールは、1975年のサイゴン陥落後に強制的に国外追放されるまで、『News at Ten』のリポートを作成するために何度かベトナムを訪れた。マイケル・ニコルソンは、1976年のソウェト蜂起について詳しく報道し、その後1982年にフォークランド紛争の取材を続け、その後、その功績により南大西洋勲章を授与された。アナン卿は1977年の「放送の未来への委員会（Committee into the Future of Broadcasting）」で「我々は、ITNがBBCニュースよりも優位にあるという一般に信じられている見解に同意する」と宣言したが、現在ではイギリスで最も人気のあるニュース番組となった『News at Ten』は、最終的にBBCにITNの先例に倣い、それに合わせて独自の番組を拡張することを強いた。
アラステア・バーネット（印刷ジャーナリズムのキャリアを追求するため1972年にITNを退社）が不在だったため、アンドリュー・ガードナーとレジナルド・ボサンケットを組み合わせて、番組内で最も人気のあるニュースキャスターデュオの1つを作り上げた。1978年、アンナ・フォードが番組初の女性ニュースキャスターとなり、同年にアラステア・バーネットが復帰した。以来10年以上にわたり、バーネットは『News at Ten』と最も関連のあるニュースキャスターであり、バーネットの「真剣な性格」、「世俗的な口調」、「敬意を持ったインタビュースタイル」は、番組の尊敬される特徴となった。1980年代後半までに、現在ITN取締役会のメンバーであり『News at Ten』副編集長であるバーネットは、視聴者との個人的な触れ合いを失いつつあり、番組が「退屈」で「時代遅れの」自己満足に落ち着くのを許しているという批判を集め始めた。それにもかかわらず、1980年代から次の10年に至るまで堅実な高い視聴率を維持し続けた。
1980年代の衛星技術の発展により、1986年にエリザベス女王が訪問した際の万里の長城など、世界各地の場所から生中継されるようになった。アラステア・バーネットは、数回の大統領選挙運動期間中、及び1984年の共和党と民主党の党大会で、アメリカからの『News at Ten』を放送した。アラステア・スチュワートは、サウジアラビアから『News at Ten』、1989年のベルリンの壁崩壊、1991年の湾岸戦争で解放されたクウェート市をそれぞれ生中継した。
バーネットは、報道組織の将来をめぐってITV各社と何度か衝突した後、1991年にITNを退職した。1992年11月、ここ数年にわたって集められた批判に対処するために、最初の大幅なリニューアルが行われた。失われた個性的な雰囲気を取り戻すために、番組は2人のプレゼンテーションチームを廃止し、後にイギリスで最も有名なニュースキャスターの一人となったトレバー・マクドナルドを単独キャスターに据えた。ジュリア・サマヴィル、ジョン・スーシェ、ダーモット・マーナハンはそれぞれ、マクドナルドが不在の時に番組を務めた。1999年3月までこの形式を続けた。
知名度と人気が続いたにもかかわらず、ITVは1993年に番組を打ち切る意向を発表し、18:30と23:00の2つの新しいピークタイムのニュース放送を提案した。ITVは、テレビ視聴者数の減少を食い止め、映画、ドラマ、その他のエンターテインメント番組の中断なしの放送を可能にするための措置としてこの動きを正当化したが、この計画は視聴者、数人の国会議員、当時のジョン・メージャー首相、国家遺産委員会（National Heritage Committee）から広範な批判にさらされた。独立テレビジョン委員会（ITC）は、BBCニュースがITNよりも大きな視聴者数の減少を経験していることを指摘し、ITVが『News at Ten』の打ち切りについて確固たる根拠を確立していないとの判決を下したが、ニュース番組を別の時間枠に移動するのではなく、内容を再構築していた。ITCがITVを法的手段に訴えると脅したため、この提案は最終的に撤回された。

### 1999年から2008年：打ち切りと『News at When?』時代
1998年9月、ITV各社からの激しいロビー活動を受けて、ITCは最終的に新しい平日プライムタイムのITVスケジュールの計画を検討し、『News at Ten』（及び17:40の『アーリーイブニングニュース（Early Evening News）』）を打ち切り、新しい18:30と23:00のニュース放送を選択した。ITCは広範な視聴者調査を実施し、その結果、国民は5対3の割合で『News at Ten』を維持することを望んでいることが判明したが、それでもなお、1年間の試行期間で番組を打ち切る許可をITVに与えた。1999年3月の番組の終了は、ITVでのニュースの全面的な見直しと同時に行われ、ニュースは引き続きITNによって制作されたが、現在は画面上では「ITV News」としてブランド化されている。トレバー・マクドナルドは18:30に新しい旗艦番組『ITVイブニングニュース』を務め、22:00に1分間のニュースサマリーが放送され、これにダーモット・マーナハンによる23:00から20分間の『ITVナイトリーニュース』が続いた。しかし、これらの変更により、最終的にはITVニュース全体の視聴者数が13.9%減少した。2000年、ITCは視聴率低下を食い止めるためにITVに『News at Ten』を復活させるよう命令した。そこでBBCは、長寿番組『Nine O'Clock News』を22:00に変更することで利益を得ることを決定した。マクドナルドは、2001年に番組名を変更した『ITV News at Ten』で再び表舞台に戻り、『ITVイブニングニュース』ではマクドナルドに代わってダーモット・マーナハンとメアリー・ナイチンゲールのダブルプレゼンターチームが出演した。しかし、復活した22:00のニュース放送の無計画なスケジュール設定は、最終的にその崩壊につながった。BBCの『Ten O'Clock News』は週6日、22:00に固定されていたが、『ITV News at Ten』は週3日のみ放送され、残りは22:00を過ぎてもエンターテインメント番組を放送できるようになった。さらに、22:00に予定されていた夜のエンターテインメント番組が過剰に放送され、番組が遅れることもよくあった。この矛盾により、無礼にも『News at When?（何時のニュース?）』と呼ばれるようになった。
2003年、ITVは番組を打ち切り、毎週平日夜のその時間に固定される『ITV News at 10:30』に置き換えることの承認をITCから得た。マクドナルドは、2004年2月2日の開始から2005年12月15日の退任まで、この番組を務めた。マーク・オースティンは、2006年1月からメインホストになった。

### 2008年から2015年：ITVスケジュールに復帰
2007年10月、ITV会長のマイケル・グレードは、当初の番組打ち切りは「何よりもITVに損害を与えた衝撃的な間違い」だったという3月のコメントを受けて、『News at Ten』の復活を発表した。2008年1月14日には、元の番組名に戻り、月曜日から木曜日の22:00に放送され、金曜夜には『ザ・レイトニュース』というタイトルの23:00の番組が放送された。復活した『News at Ten』では、新プレゼンターのジュリー・エチンガムと一時引退から復帰していたトレバー・マクドナルドを組み合わせたダブルニュースキャスターチームが再導入された。エチンガムとマーク・オースティンは『ザ・レイトニュース』を務めた。2009年3月、伝統的な月曜日から金曜日の22:00枠に戻り、番組に「スケジュールの中心に一貫した本拠地」を与えるために、『ザ・レイトニュース』が終了された。
マクドナルドは、2008年10月、ワシントンからのアメリカ大統領選挙特別報道番組のホストを務めた後、遂に『News at Ten』から退任し、11月にマーク・オースティンに後任となった。オースティンはアラステア・スチュワートに交代するまで、『ITV News at 6:30』を同時に放送していた。
数年間22:00枠から外れていたが、高視聴者数を取り戻すのに苦戦しており、2008年の復活時は380万人の視聴者が視聴したのに対し、BBCは490万人だった。しかし、視聴率で『BBC News at 10』を上回ることもあった。BBC Oneでのオーバーランしたフットボールの試合は、22:00にITVで430万人の視聴を実現するのに貢献した。2009年2月2日の悪天候により、地上波テレビのニュース放送の視聴率が上昇し、『News at Ten』は480万人が視聴した。そして同年5月の1週間の『ブリテンズ・ゴット・タレント』準決勝特別番組では、610万人（5月26日）と640万人（5月28日）という数字でBBCを破り、後者は2003年以来、番組最高の視聴者数となった。
2009年11月、有名なビッグ・ベンの時計塔は、ロンドン以外の視聴者を遠ざける懸念から番組のオープニングクレジットから削除されたが、2013年1月のITVの刷新後、最終的には『News at Ten』のオープニングシーケンスに戻された。2009年11月から、『ITV News at Ten』として知られるようになったが、画面上では単に『ITV News』として知られている。

### 2015年〜現在：評判に再び焦点を当てる
ITVのニュースと時事問題の評判を高める取り組みの一環として、『News at Ten』は数ヶ月にわたって再構成され、再発展された。2015年10月に開始された新しい形式では、元ITVニュースの政治担当編集長である新プレゼンターのトム・ブラッドビーの下、分析、文脈、より「会話的な」プレゼンテーションスタイルに重点が置かれている。次に、元BBCニュースジャーナリストのロバート・ペストン（政治担当編集長）とアレグラ・ストラットン（全国担当編集長）が任命され、両名とも報道陣の中でBBCニュースの支配に挑戦するというITVの新たな意図を繰り返し表明した。そして2016年1月にはセットとオープニングのタイトルシーケンスが刷新され、画面上に『News at Ten』の名前が復活した。
2015年11月、22:00の両方のニュース放送の視聴者数に関する次のようなコメントを受けて、BBCとITVの幹部の間で緊張が生じたと報じられた。番組の刷新に先立って、ブラッドビーはザ・テレグラフ紙とのインタビューでBBCニュースの強力な性質についてコメントし、ITVの『News at Ten』に対してBBC Oneの22:00のニュースをスケジュール設定したことは公共の利益にならないため、企業は「戦略的撤退」をすべきだと述べた。BBCのヒュー・エドワーズはFacebookに、ITVは「視聴者数の創造的な取り扱い」をやめるべきだと投稿した。ITVニュースの幹部はガーディアン紙に対し、BBCの態度は「我々を叩き潰そうとしているほど」であり、BBCの「傲慢さはそのようなレベルに達している」と述べた。1995年から2001年までITVニュースの編集長を務めたナイジェル・デイカー（Nigel Dacre）は、同チャンネルが21:00の番組を意図的にオーバーランして『News at Ten』の視聴者数を水増しする「ジャンクション管理」を行っていることを批判した。
ITVの22:00枠での視聴者数を増やすための実験として、2017年2月27日月曜日、番組が8週連続で22:30に移動し、新しいエンターテインメント番組『ザ・ナイトリー・ショー』が放送された。同年4月24日から、元の22:00の時間枠に戻った。
2017年の総選挙に向けた数週間、放送時間が15分間延長され、深夜の地域ニュースは22:45までとなった。
2018年1月3日、番組の生放送中に火災警報器が発生し、ITVニュースのスタッフは建物からの避難を余儀なくされた。スタッフがスタジオへの入場を許可された時、既に次の番組が放送されていた。
ITVスポーツ中継やITVのプライムタイム番組が20:00または21:00の枠に収まらない場合、番組の開始時間が遅くなることがある。

## テーマ音楽・オープニングシーケンス
『News at Ten』は、ビッグ・ベンの文字盤、ヘッドラインの「ゴーン」という音、そしてドラマチックでお馴染みのテーマ音楽の使用で有名だが、これらは全て50年にわたって保持され、様々な装いに作り直されている。
1967年から1992年まで、そのオープニングテーマとエンディングテーマは、ジョニー・ピアソンが作曲したライブラリー・ミュージック「The Awakening」からの直接的な抜粋だった。1992年、作曲家のデイブ・ヒューソンが「The Awakening」の新しいアレンジメントをプロデュースするよう任命された。1995年4月以来、ヒューソンは全てのITVニュース番組の有名なテーマをいくつかアレンジして制作してきた。
「The Awakening」の改作の話題は、公式テレビタイアップブックで紹介されたが、タイトル音楽を誤って「Arabesque」と呼んでいた。
| 「                                  | この曲は「Arabesque」と呼ばれ、ジョニー・ピアソンによって書かれ、彼は他の多くのテレビテーマ曲を書き続けた。これを使用する決定は土壇場で行われ、最初の1週間後にはほぼ削除された。視聴者からは厳しすぎるとの声が上がった。新しいテーマ曲を書くために最初の週にディズニーの作曲家が呼ばれた。しかし、アルフィー・ウィルソン（Alfie Wilson）というITNサウンドミキサーは、古い曲を使い続けたいと考えていた。彼は「Arabesque」のオリジナル録音を近くの音楽スタジオに持ち込み、オリジナルの耳障りな音の一部を滑らかにしてリミックスしてもらった。『News at Ten』の第2月曜日になっても、どの音楽を使用するかはまだ決まっていなかった。番組が始まる直前、編集長のジェフリー・コックスが「とりあえずは今あるものでいこう」と言った。アルフィーは自分のリミックスバージョンをオンエアで再生し、それは1992年のリニューアルのために「Arabesque」の新しいアレンジが作成されるまで、週に5日再生されたものだった。 | 」 |
| —News at Ten: A Celebration、1999年 | |    |

1969年に開始された『News at Ten』タイトルシーケンスの中で最も記憶に残るシリーズとして、カメラが国会議事堂を横切ってウェストミンスター時計塔に上ると、塔の時計の文字盤が鋭くズームされ、「The Awakening」のけたたましいビートに合わせて番組名が画面に表示され、その直後にヘッドラインの「ゴーン」という音が流れた（番組が22:00を大幅に過ぎて始まった場合、「ゴーン」という音は省略された）。オープニングシーケンスのさらなる更新では、1988年に夜間のロンドン上空を仮想飛行するコンピューター生成タイトルが導入された後も、その後数年間この基本コンセプトが使用され続けた。1992年の番組リニューアルの一環として、お馴染みのシーケンスは時計塔とITN本社の単純なカメラショットに置き換えられた。2008年、『News at Ten』復活のために1988年の高空飛行シーケンスを作り直した。この番組は、2001年から2004年まで、及び2009年から2016年まで、他のITVニュース番組と同じオープニングタイトルを使用したが、全て初期の『News at Ten』タイトルシーケンスによって確立された要素に大まかに基づいている。2016年には、ビッグ・ベンの文字盤の伝統的なイメージにさらに重点を置いた新しいタイトルシーケンスが導入された。

## 受賞
1968年8月に全英視聴者・聴取者協会から最初の賞を受賞した。1997年の「ニュース - 国際報道（News – International coverage）」賞や、1998年、2010年、2014年、2021年の誰もが欲しがる「ニュース・プログラム・オブ・ザ・イヤー（News Programme of the Year）」賞など、権威あるRTSテレビジョン・ジャーナリズム賞から長年にわたって表彰されてきた。
2009年には前年の四川大地震の取材に対して、2010年には同年のハイチ地震に関する報道が評価されて、BAFTA「ニュース報道（News Coverage）」賞を2回受賞している。
国際エミー賞（2009年）とプレーン・イングリッシュ賞（2010年）のテレビ/ニュース番組部門でも賞を受賞している。

## 出演者

### 主任ニュースキャスター
- トム・ブラッドビー（英語版）（2015年 - ）

### その他のニュースキャスター
- ポール・ブランド（英語版）（2023年 - ）
- ジュリー・エチンガム（英語版）：副ニュースキャスター（2015年 - ）、主任ニュースキャスター（2008年 - 2015年）
- ガマル・ファーンブッレ（英語版）（2023年 - ）
- ラゲ・オマール（英語版）（2015年 - ）
- ルクレツィア・ミラリーニ（英語版）（2021年 - ）
- クリス・シップ（英語版）（2022年 - ）
- ロミリー・ウィークス（英語版）（2010年 - ）
- シャーリーン・ホワイト（英語版）（2014年 - 2015年、2020年 - ）

### 過去のニュースキャスター
- パメラ・アームストロング（英語版）（1984年 - 1987年）
- マーク・オースティン（英語版）（2002年 - 2004年、2008年 - 2015年）
- キャロル・バーンズ（英語版）（1985年 - 1992年）
- レジナルド・ボサンケット（英語版）（1967年 - 1979年）
- アラステア・バーネット（英語版）（1967年 - 1972年、1978年 - 1991年）
- アンドレア・バーン（英語版）（2011年 - 2012年）
- ケイティ・デラム（英語版）（2001年 - 2004年、2008年 - 2010年）
- ジョージ・フィッチ（英語版）（1967年 - 1968年）
- アンナ・フォード（英語版）（1978年 - 1981年）
- サンディ・ゴール（英語版）（1972年 - 1992年）
- アンドリュー・ガードナー（英語版）（1967年 - 1977年）
- ゴードン・ハニカム（英語版）（1967年 - 1982年）
- ナターシャ・カプリンスキー（英語版）（2011年 - 2015年）
- マーティン・ルイス（英語版）（1967年 - 1986年）
- ジェームス・メイツ（英語版）（2008年 - 2015年）
- トレバー・マクドナルド（英語版）（1982年、1989年 - 1999年、2001年 - 2004年、2008年）
- グラハム・ミラー（Graham Miller、週末版スポーツ）（1993年 - 1999年）
- ダーモット・マーナハン（英語版）（1993年 - 1999、2001年 - 2002年）
- メアリー・ナイチンゲール（2008年 - 2015年）
- ニコラス・オーウェン（英語版）（2001年 - 2004年）
- レナード・パーキン（英語版）（1968年 - 1976年）
- セリーナ・スコット（英語版）（1980年 - 1982年）
- ランヴィル・シン（英語版）（2014年 - 2015年、2020年）
- ジュリア・サマヴィル（英語版）（1990年 - 1999年）
- アラステア・スチュワート（英語版）（1989年 - 1992年、2009年 - 2020年）
- ジョン・スーシェ（英語版）（1990年 - 1999年、2001年 - 2004年）
- ゲラント・ヴィンセント（英語版）（2012年）
- カースティ・ヤング（英語版）（2001年）